# Medvefű
A medvefű (Nolina) a spárgavirágúak (Asparagales) rendjében a spárgafélék (Asparagaceae) családjának egyik nemzetsége. Nevét C. P. Nolinról, a 18. században élt francia mezőgazdasági szakíróról kapta.

## Fajok
Régebben ide sorolták a Beaucarnea nemzetség fajait is.
- Nolina affinis
- Nolina altamiranoana
- Nolina arenicola Correll
- Nolina atopocarpa Bartlett
- Nolina beldingi Brandegee
- Nolina bigelovii (Torr.) S.Watson
- Nolina brittoniana Nash
- Nolina caudata
- Nolina cespitifera
- Nolina cismontana Dice
- Nolina durangensis Trel.
- Nolina elegans
- Nolina erumpens (Torr.) S.Watson
- Nolina georgiana Michx.
- Nolina greenei S.Watson ex Trel.
- Nolina hartwegiana
- Nolina histrix
- Nolina hookeri
- Nolina humilis
- Nolina interrata Gentry
- Nolina javanica
- Nolina juncea
- Nolina lindheimeriana (Scheele) S.Watson
- Nolina loderi
- Nolina longifolia
- Nolina matapensis
- Nolina micrantha I.M.Johnst.
- Nolina microcarpa S.Watson
- Nolina nelsonii Rose
- Nolina palmeri
- Nolina parryi S.Watson
- Nolina parviflora
- Nolina pliabilis
- Nolina pumila
- Nolina rigida
- Nolina sibirica
- Nolina stricta
- Nolina texana S.Watson
- Nolina tuberculata
- Nolina watsonii
- Nolina wolfii